# Championnat de Tunisie masculin de volley-ball 1982-1983
Navigation
Saison précédente Saison suivante
Le championnat de Tunisie masculin de volley-ball 1982-1983 est la 28e édition à se tenir depuis 1956. Il est disputé par les douze meilleurs clubs du pays en aller et retour.
Le Club africain domine la compétition en remportant le championnat et la coupe de Tunisie. L'équipe, dirigée par Ahmed Sellami, est composée de Rachid Boussarsar, Hédi Boussarsar, Mohamed Kerkeni, Mounir Jelassi, Nasreddine Hebal, Mounir Barek, Taoufik Azzouz, Adel Khechini, Khelil Ben Guebila, Imed Touzi, Kamel Laajili, Ridha Zitouni, Mondher Boukhris et Moncef Trabelsi.
En bas du tableau, les nouveaux promus, le Tunis Air Club et l'Étoile sportive du Sahel, rétrogradent et cèdent leurs places à l'Aigle sportif d'El Haouaria et à l'Association sportive des PTT.

## Division nationale
| Rang | Équipe                            | Points | Matchs | Victoires | Défaites | Sets pour | Sets contre | Ratio SP/SC |
| 1    | Club africain                     | 42     | 22     | 20        | 2        | 62        | 21          | 2.95        |
| 2    | Club sportif sfaxien              | 40     | 22     | 18        | 4        | 62        | 22          | 2.82        |
| 3    | Saydia Sports                     | 38     | 22     | 16        | 6        | 56        | 35          | 1.60        |
| 4    | Avenir sportif de La Marsa        | 36     | 22     | 14        | 8        | 51        | 34          | 1.50        |
| 5    | Étoile olympique La Goulette Kram | 34     | 22     | 12        | 10       | 48        | 42          | 1.14        |
| 6    | Espérance sportive de Tunis       | 34     | 22     | 12        | 10       | 45        | 48          | 0.94        |
| 7    | Club olympique de Kélibia         | 32     | 22     | 10        | 12       | 45        | 46          | 0.98        |
| 8    | Association sportive des PTT Sfax | 30     | 22     | 8         | 14       | 40        | 52          | 0.77        |
| 9    | Étoile sportive de Radès          | 29     | 22     | 7         | 15       | 33        | 51          | 0.65        |
| 10   | Stade sportif sfaxien             | 28     | 22     | 6         | 16       | 28        | 57          | 0.49        |
| 11   | Étoile sportive du Sahel          | 28     | 22     | 6         | 16       | 30        | 54          | 0.55        |
| 12   | Tunis Air Club                    | 25     | 22     | 3         | 19       | 23        | 59          | 0.39        |

## Division 2
Le championnat de division 2 disputé par dix clubs est remporté par l'Aigle sportif d'El Haouaria, qui monte en division nationale en compagnie de l'Association sportive des PTT, alors qu'Al Hilal et le Wided athlétique de Montfleury rétrogradent en division 3.
- 1er : Aigle sportif d'El Haouaria
- 2e : Association sportive des PTT
- 3e : Club sportif de Hammam Lif
- 4e : Fatah Hammam El Ghezaz
- 5e : Union sportive de Carthage
- 6e : Union sportive des transports de Sfax
- 7e : Gazelec sport de Tunis
- 8e : Zitouna Sports
- 9e : Wided athlétique de Montfleury
- 10e : Al Hilal

## Division 3
Sept clubs constituent cette division, les deux premiers montant :
- 1er : Club athlétique bizertin
- 2e : Club sportif de Jendouba
- 3e : Union sportive de Bousalem
- 4e : Union sportive monastirienne
- 5e : La Palme sportive de Tozeur
- 6e : Stade africain de Menzel Bourguiba
- 7e : Avenir sportif de Béja